# Varekjaure
Varekjaure är en sjö i Arjeplogs kommun i Lappland och ingår i Skellefteälvens huvudavrinningsområde. Sjön har en area på 0,663 kvadratkilometer och ligger 424 meter över havet.

## Delavrinningsområde
Varekjaure ingår i det delavrinningsområde (729640-159288) som SMHI kallar för Inloppet i Stråtjejaure. Medelhöjden är 458 meter över havet och ytan är 15,75 kvadratkilometer. Räknas de 2 avrinningsområdena uppströms in blir den ackumulerade arean 38,57 kvadratkilometer. Rutsabäcken (Kvarnbäcken) som avvattnar avrinningsområdet har biflödesordning 2, vilket innebär att vattnet flödar genom totalt 2 vattendrag innan det når havet efter 260 kilometer. Avrinningsområdet består mestadels av skog (60 procent) och sankmarker (32 procent). Avrinningsområdet har 0,66 kvadratkilometer vattenytor vilket ger det en sjöprocent på 5,1 procent.